# Maizery
Maizery foi uma antiga comuna francesa na região administrativa de Grande Leste, no departamento de Mosela. Estendia-se por uma área de 3,16 km². Em 2010 a comuna tinha 199 habitantes (densidade: 63 hab./km²).
Em 1 de junho de 2016, ela foi inserida no território da nova comuna de Colligny-Maizery.